# 池の平温泉スキー場
池の平温泉スキー場（いけのたいらおんせんスキーじょう）は、新潟県妙高市池の平温泉にあるスキー場。ALPEN BLICK Resort(アルペンブリックリゾート)の中核を成すアクティビティ施設であり、2021-2022シーズンから池の平温泉アルペンブリックスキー場に名称を変更した。

## 概要
- 1927年（昭和2年）開設の歴史あるスキー場である。赤倉温泉スキー場と妙高杉ノ原スキー場の間に位置する。
- 1974年（昭和49年）の改正森林法施行後のスキー場開発制限（コース幅は概ね50m以下とする）前から存在するスキー場であり、広い1枚バーンを特徴とする。最大幅は公称400m（カヤバゲレンデ）、最長滑走距離も3kmに及ぶ[注 2]。急斜面は少なく各コースの滑走距離が比較的長い。その斜面の性質上、修学旅行生の多いスキー場であり、地元小学生のスキー遠足も多く、自衛隊の雪上訓練（スキー滑降）も行われる。
- もともと北側のカヤバゲレンデと南側のアルペンブリックゲレンデ（旧名称：三ッ山）は別の経営であった。
- パークは全国屈指の規模と品質であった。2006年より、プロスノーボーダー大竹延王がプロデュース。2009年の雪番長アワードでは、Best of パークで全国第1位となった（2008年全国第2位）。Best of マウンテン（フリーラン部門）でも第6位。2017-2018シーズンは、高橋烈男プロデュースの「池の平GOGOパーク」となったが、スキー場の方針転換によりGOGOパークは1シーズン限りで終了。2018-2019シーズンから「Ikenotaira Park」となった。2020-2021シーズンからは場所を従来のカヤバゲレンデ下部からやまばと下部に移動し「MAVERICKS PARK」、2023-2024シーズンに「アルペンブリックパーク」となった。
- 2022年5月にALPEN BLICK MTBパークを開設。コース監修は白倉寛司。
- シーズン券が格安かつ提携スキー場の割引など特典豊富であり、日本屈指の販売数であった（2009年公表。4500枚）。早割の場合、2015-2016シーズンは19,400円であった（2018-2019シーズンは22,000円）。
- 二日目割（前日に利用した半日券以上のリフト券（どのスキー場のものでも可）を窓口に提出すると割引。大人料金に限る）という、珍しいリフト券割引施策を行っている。
- 2021-2022シーズンより池の平温泉アルペンブリックスキー場に名称を変更するとともに、2006年トリノオリンピック・スノーボードハーフパイプ日本代表の成田童夢氏と提携。

## コース
- カヤバゲレンデ側
  - やまばと林間（1,300m 平均13°/最大20°）
  - カラマツコース（900m 平均20°/最大22°）
  - カヤバゲレンデ（1,500m 平均14°/最大15°）
  - やまばと（850m 平均19°/最大28°）
  - クワッド（1,420m 平均20°/最大29°）
  - （かつては頂上部をカナメゲレンデと呼んでいた。池の平クワッドの上に470mのカナメリフト（シングル）があった）
- アルペンブリック側
  - ヤッホー（1,200m 平均21°/最大32°）
  - ガッシュタイナー（1,800m 平均20°/最大30°）
  - ハッピーゲレンデ（1,400m 平均8°/最大21°）
  - ドリーム（1,100m 平均7°/最大11°）

## リフト
- しらかばカプセルペア（高速・フード付き 1,750m）
  - 安全索道のフード付きリフト第1号。搬器にはスキー板ホルダーが装着されている。カプセルという名称だが背面には背もたれしかないため、フードを下ろすと背面はがら空きとなる。
- カラマツペア（500m）
- 池の平クワッド（高速・フード付き 1,622m）
- 池の平中央ペア（1,296m）
  - 池の平中央ペアリフトは混雑時にしか運行されない。
- アルペンブリック第1ペア（1,134m フットレスト付き）
- アルペンブリック第2ペア（1,161m フットレスト付き）

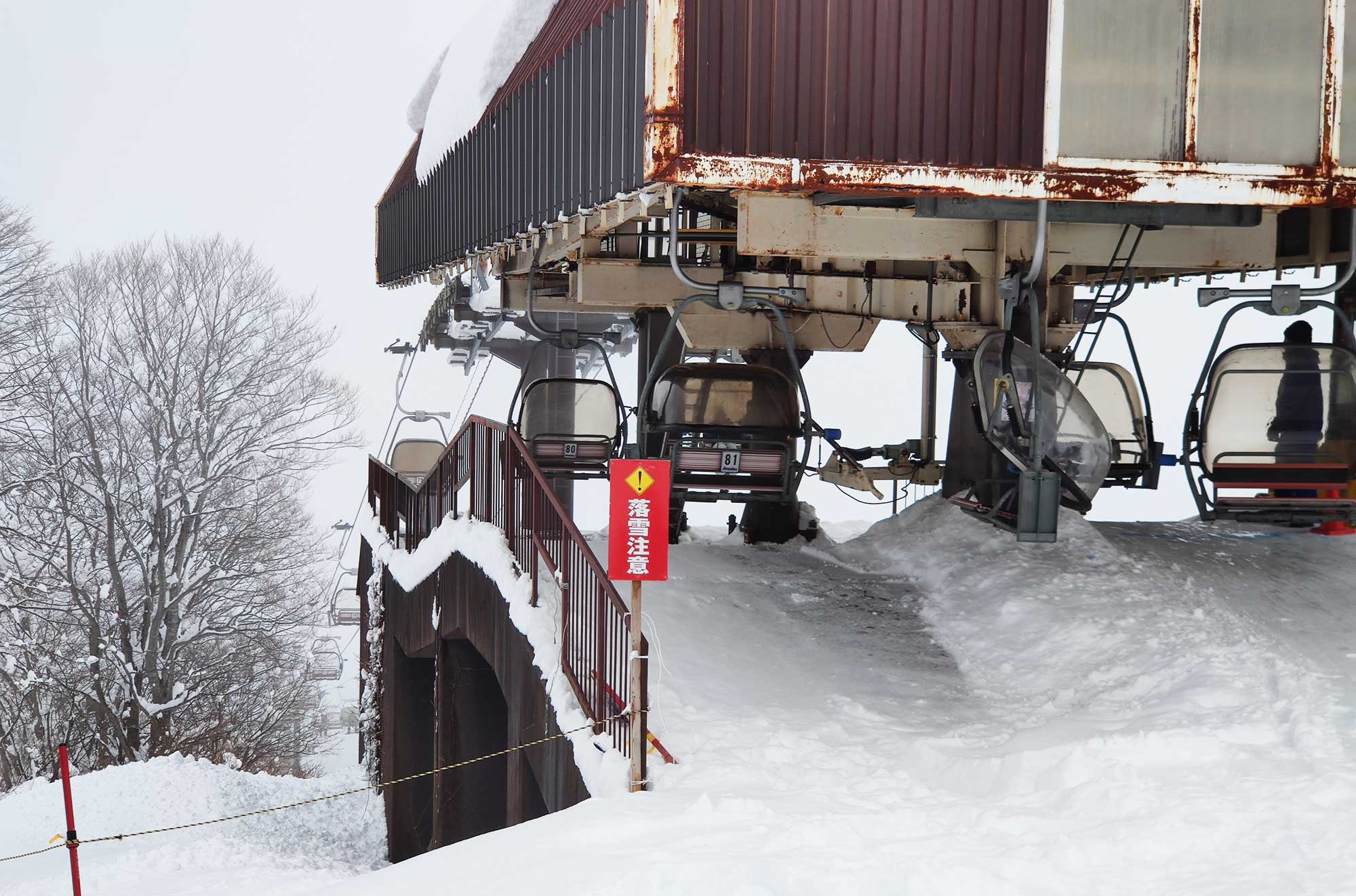
池の平温泉スキー場 しらかばカプセルペアリフト降り場（搬器） 2020年2月

## 施設
- リフト券売り場は、カヤバゲレンデ・アルペンブリックゲレンデに1箇所ずつ。
- 更衣室はカヤバゲレンデサイドのレストラントムソーヤー内に、アルペンブリックゲレンデサイドはホテルアルペンブリック内にある。
- 飲食
  - レストランアルペンブリック（ホテルアルペンブリック内）
  - レストラントムソーヤー（しらかばカプセルペア乗り場付近）
  - ゴーゴーカレー 池の平温泉スキー場スタジアム（2017-2018シーズンからオープン、2021-2022シーズンにレストランアルペンブリックに移動）
  - その他、山麓にいくつかのレストハウスがある。スキー場上部にあったレストハウスは、2018-2019シーズン現在はすべて営業していない。
- しらかばカプセルペアリフト・池の平クワッドリフト乗降所にはトイレが設置されている。

## 宿泊施設・周辺施設
- ゲレンデに接した宿泊施設として、ホテルアルペンブリックがある。1月中旬から2月にかけて、修学旅行で貸切の場合がある。
  - 隣接して地ビール工場レストラン「タトラ館」がある。館内にて妙高高原アルペンブリックビールを製造している。ホテルアルペンブリックの夕食バイキング会場として使われるが一般営業（要予約）もしており、ビールのほかバイキング等を楽しむことができる。営業日が限られている。ランチ営業を行っていた時期もあるが、現在は行われていない[注 3]。
- 2018年、近隣に2つの宿泊施設「温泉宿 進」[注 4]、「LIME RESORT MYOKO」[注 5]がリノベーションによりオープンした(「温泉宿 進」は2020年3月で営業終了した)。
- ゲレンデから600mほど坂を下ったところに「アルペンブリックスパ 日帰り温泉」(旧称「ランドマーク妙高高原」)という温泉施設がある。「スパゾーン」、お土産から生活用品など取り揃えた「サンチョパンサー」、居酒屋食事処「日本亭別店つぐみ」などが入居している。「スパゾーン」は、温泉（大浴場・露天風呂・サウナ）・インターネットスペース・リラックスゾーンなどが使用できる有料の施設である。営業時間は夏季が9:00～22:00（火曜日は休館日）、当スキー場営業期間中は休館日なしの7:00～23:00まで営業している[注 6]。

以上はスキー場運営会社系列の施設であるが、その他にも池の平温泉には多数のホテル・旅館等がある。

## その他
「いけべい」というキャラクターがいた。バーニーズ・マウンテン・ドッグをモチーフとしており、頭には風呂桶を乗せている。着ぐるみがゲレンデを滑走することもあった。スノーボード専門誌 スノースタイルの2008年ゲレンデキャラクター選手権で優勝した（2位はハンターマウンテン塩原のハンタマくん）。
2020年現在、いけべいはスキー場ホームページ等での露出は見られなくなっている。

## 沿革

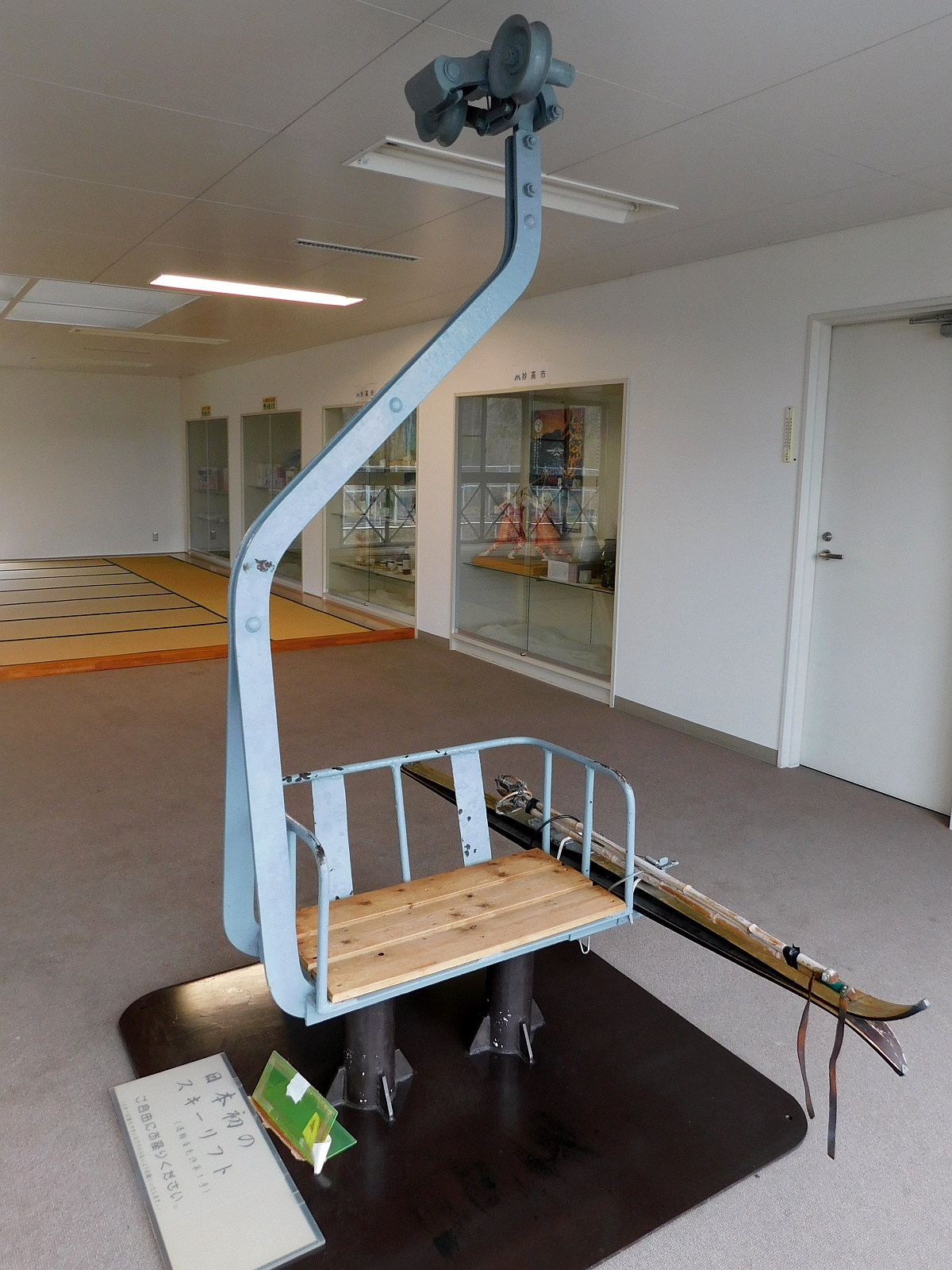
妙高SA（下）で展示されている日本最初のリフト

- 1927年(昭和2年) - 11月、池の平温泉スキー場開設[3][4]。
- 1950年(昭和25年) - 赤倉温泉スキー場と池の平温泉スキー場に、運輸省（当時）認可としては日本国内第1号となるスキーリフトが設置された[5]。当時のリフト搬器が上信越自動車道妙高サービスエリアに展示されている。索道事業会社の新潟県観光施設株式会社が関係市長村長出資により設立された。
- 1956年(昭和31年) - 老朽化した当スキー場のリフトに対し、新潟陸運局が運転停止命令を出した[6]。
- 1959年(昭和34年) - 12月、池の平三ッ山スキー場開設[6]（現在のアルペンブリックゲレンデ）[注 7][7]。
- 1988年(昭和63年)- 1988-1989シーズンから、しらかばカプセルペアリフトが新設された[8]。
- 1996年(平成8年) - 12月、三ッ山スキー場を運営していた株式会社ファーストレジャープロダクト(東京都新宿区)が撤退を決定、営業権を荒井建設(現・荒井アンドアソシエイツ株式会社)[注 8]に譲渡[9]、アルペンブリックスキー場に改称。
- 1997年(平成9年) - 1997-1998シーズンより、カヤバゲレンデはシングルリフト3基を撤去し池の平クワッドリフトを新設した[10]。アルペンブリックスキー場は「妙高高原ビール工場レストラン」をオープン[注 9][11]。
- 2002年(平成14年) - 10月、カヤバゲレンデを運営する新潟県観光施設株式会社が民事再生を申し立てる。負債15億円[12]。2002-2003シーズンからカナメリフト休止[注 10][13][14]。
- 2005年(平成17年) - 「鉄道要覧 平成17年度」[15]によると、新潟県観光施設株式会社の代表者が、アルペンブリックゲレンデを運営する荒井アンドアソシエイツ株式会社の代表取締役と同一人物になっており、この年までに実質的に経営が統合されていたものと思われる。
- 2009年(平成21年) - 老朽化のため、旧カラマツペアリフト（858m。1981年(昭和56年)設置[8]）が撤去された。
- 2012年(平成25年) - 2012-2013シーズンから、現行のカラマツペアリフト(500m)が新設された。
- 2016年(平成28年) - カヤバゲレンデを含めすべてのリフトの索道事業者が荒井アンドアソシエイツ株式会社となった[16][17][18]。
- 2021年(令和3年) - 2021-2022シーズンからゲレンデマップに「アルペンブリックスノーリゾート」と書かれるようになり、スキー場は「池の平温泉アルペンブリックスキー場」、「ランドマーク妙高高原」は「アルペンブリックスパ 日帰り温泉」に名称を変更。コースを細分化・スノーパークを(従来のやまばと下部へ)移動した。コース数はこれまで9コース(10コースとも受け取れる表記)であったが、細分化・やまばと林間外側にツリーランコースを新設するなどして15コースとなった。

## アクセス
自動車
- 上信越自動車道妙高高原インターチェンジから約4分と近いが、ゲレンデ付近では圧雪状態の場合が多い。
  - 駐車場は全日無料。カヤバゲレンデ側1000台、アルペンブリックゲレンデ側200台。

公共交通
- えちごトキめき鉄道妙高はねうまライン・しなの鉄道北しなの線 妙高高原駅から西へ約4km。
  - 同駅から無料シャトルバスが利用できる。同バスは当スキー場が運行し、スキー場と妙高高原駅・アルペンブリックスパ・ホテルアルペンブリックを結び、池の平エリアを周回している。（スキー場オープン期間のみ）
  - このほか、周辺スキー場や妙高高原駅を周遊する手段としてMt.Myokoシャトルバスや妙高市営バス（ぶらっと妙高山麓周遊バス）がある。

- 当スキー場周辺エリアへの直通アクセスとしては、季節限定で北陸新幹線上越妙高駅から頸南バス「妙高高原ライナー」が運行される。